# Nijō Akizane
Nijō Akizane (二条 昭実) (né le 2 décembre 1556, mort le 23 août 1619), fils du régent Nijō Haruyoshi, est un noble de cour japonais (kugyō) de l'époque Azuchi Momoyama et du début de l'époque d'Edo. Il occupe à deux reprises la fonction de régent kampaku, une fois en 1585 pour l'empereur Ōgimachi et de nouveau entre 1615 et 1619 pour l'empereur Go-Mizunoo. Il épouse une fille du daimyo Oda Nobunaga et le couple adopte le fils de Kujō Yukiie qui devient connu sous le nom Nijō Yasumichi.

## Source de la traduction
- (en) Cet article est partiellement ou en totalité issu de l’article de Wikipédia en anglais intitulé « Nijō Akizane » (voir la liste des auteurs).